# Цаге (Окучани)
Цаге су насељено мјесто у Западној Славонији. Припадају општини Окучани, у Бродско-посавској жупанији, Република Хрватска.

## Географија
Цаге се налазе око 3 км сјеверно од Окучана.

## Историја
Цаге су се од распада Југославије до маја 1995. године налазиле у Републици Српској Крајини. До територијалне реорганизације насеље се налазило у саставу бивше општине Нова Градишка.

## Становништво
Према попису становништва из 2011. године, насеље Цаге је имало 426 становника.
| Националност       | 2001. | 1991. | 1981. | 1971. | 1961. |
| Срби               | 48    | 389   | 314   | 287   | 242   |
| Хрвати             | 385   | 8     | 10    | 25    | 19    |
| Југословени        | —     | 12    | 43    |       |       |
| остали и непознато | 4     | 11    | 6     | 3     | 5     |
| Укупно             | 437   | 420   | 373   | 315   | 266   |

| Демографија | Демографија | Демографија |
| Година      | Становника  | Становника  |
| ----------- | ----------- | ----------- |
| 1961.       | 266         |             |
| 1971.       | 315         |             |
| 1981.       | 373         |             |
| 1991.       | 420         |             |
| 2001.       | 437         |             |
| 2011.       |             | 426         |

## Попис 1991.
На попису становништва 1991. године, насељено место Цаге је имало 420 становника, следећег националног састава:
| Попис 1991.‍  | Попис 1991.‍  | Попис 1991.‍ | Попис 1991.‍ | Попис 1991.‍ |
| ------------ | ------------ | ----------- | ----------- | ----------- |
|              |              |             |             |             |
| Срби         | Срби         |             | 389         | 92,61%      |
| Југословени  | Југословени  |             | 12          | 2,85%       |
| Хрвати       | Хрвати       |             | 8           | 1,90%       |
| Украјинци    | Украјинци    |             | 5           | 1,19%       |
| неопредељени | неопредељени |             | 2           | 0,47%       |
| непознато    | непознато    |             | 4           | 0,95%       |
| укупно: 420  |              |             |             |             |